# Île Macau
L’île Macau est une ancienne île de l'estuaire de la Gironde.
Appartenant à un ancien archipel (anciennes îles Macau, des Vaches, Fumelle, Sauterelle, Vincent et Fumadel) aujourd'hui rattaché à la rive gauche, sa présence est attestée dès le Moyen Âge.
Cette étendue de terre de 43 hectares est entourée de marécages issus du comblement progressif des bras de l'estuaire. L'ancienne île Macau est rattachée administrativement à la commune de Macau, en Médoc, dans le département de la Gironde et la région Nouvelle-Aquitaine.

## Description
L'île Macau compte parmi les plus anciennes îles de l'estuaire de la Gironde. Mentionnée dès le XIe siècle, elle est aménagée par les moines de l'abbaye Sainte-Croix de Bordeaux. Par suite de la fusion de l'ancienne île du Bec avec le Bec d'Ambès (prolongeant celui-ci vers le nord), l'île Macau est désormais sur la rive gauche de la Garonne (et non plus sur la Gironde proprement dite).
Comme toutes les îles de l'estuaire, l'île Macau s'est formée par suite de l'accumulation d'alluvions d'origine fluviatile charriées par la Garonne et par la Dordogne et de sables marins apportés par la marée montante. Au contraire des îles voisines, transformées totalement ou partiellement en domaines viticoles, l'île Macau reste une étendue presque sauvage où pâturages et roselières dominent.
Soudée à la rive gauche par suite d'un lent mais constant phénomène de « déplacement latéral » (forte érosion côté fleuve et comblement progressif du bras opposé), elle apparaît comme une vaste étendue de terre entourée de marécages.
Aujourd'hui propriété privée, l'île est essentiellement peuplée de chevaux (une quarantaine au total) qui y vivent en semi-liberté.